# Ait Waryaghar
De Ait Waryagher (Berbers: ⴰⵢⵜ ⵡⴰⵔⵢⴰⵖⴻⵔ) is een van de grootste stammen uit de Rifstreek in het noorden van Marokko. Enkele plaatsen die onder hun stamgebied vallen zijn Ajdir, Imzouren en Bni Bouayach. Ze spreken het westelijke-Riffijnse dialect.

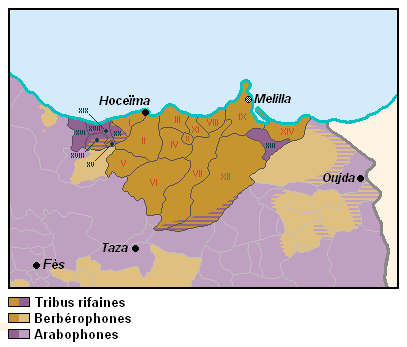
De Ait Waryaghar worden aangegeven met II

De Ait Waryagher waren de belangrijkste groep die aan het begin van de 20e eeuw deelnam aan de Rif-oorlogen (zie Rif-Republiek) tegen het Spaanse protectoraat in de Rif. De Spaanse autoriteiten beschouwden de stam als de kern van insumisión voor het koloniale gezag in de oostelijke zone van het protectoraat (zie Slag om Annual).

## Khmasstelsel
De Ait Waryagher zijn samen met Iqer'iyen de enige Riffijnse stammen die het khmas-stelsel hanteren. Een khams (enkelvoud van khmas) is een soort zelfstandige stam binnen een stam, met een eigen amghar (stamleider). Dit zijn de vijf khmas van de Ait Waryagher:
- Khams van de Ait Youssef Ou Ali
- Khams van de Ait Bouayach
- Khams van de Imrabten
- Khams van de Ait Abdellah
- Khams van de Ait Hadifa

Na de onafhankelijkheid van Marokko in 1956 werd er een nationaal bestuursregime ingevoerd. Hiermee werd het voorheen geldende Khmasstelsel opgeheven.

## Geografie
De stam van de Ait Waryagher bestrijkt een groot gebied in het centrum van de Rif. De Ait Waryagher grenst aan de volgende stammen:
- westen: Targuist en Ait Itteft
- oosten: Ait Temsamane en Ait Touzine
- noorden: Ibaqouyen
- zuiden: Igzenayen en Ait Ammart

## Steden en dorpen
- Arbaa Taourirt
- Ait Hadifa
- Ait Kamara
- Ait Youssef Ou Ali
- Ajdir
- Al Hoceima
- Ait Bouayach
- Ait Abdellah
- Boukidan
- Chakrane
- Imrabten
- Imzouren
- Izafzafen
- Izemmouren
- Mnoud
- Nekkour
- Tamassint
- Tazourakht
- Tifarouine